# (5009) Sethos
(5009) Sethos ist ein Asteroid des Hauptgürtels, der am 24. September 1960 von dem niederländischen Astronomenehepaar Cornelis Johannes van Houten und Ingrid van Houten-Groeneveld entdeckt wurde. Die Entdeckung geschah im Rahmen des Palomar-Leiden-Surveys, bei dem von Tom Gehrels mit dem 120-cm-Oschin-Schmidt-Teleskop des Palomar-Observatoriums (IAU-Code 675) aufgenommene Feldplatten an der Universität Leiden durchmustert wurden.
Benannt wurde er am 1. September 1993 nach dem ägyptischen Pharao der 19. Dynastie (Neues Reich)
Sethos I., der etwa von 1290 bis 1279 v. Chr. regierte. Er ließ in Abydos eine riesige Tempelanlage errichten, von der der Totentempel Sethos I. noch sehr gut erhalten ist. Auch der Totentempel in Theben sowie die Säulenhalle im Karnak-Tempel in Karnak fallen unter seine Bautätigkeit.